# Smrk u kříže za Favoritem
Smrk u kříže za Favoritem je památný strom smrk ztepilý (Picea abies), který roste v blízkosti kamenného kříže cca 350 m severně od zámečku Favorit jižně od Šindelové v okrese Sokolov v Karlovarském kraji. Spolu s ním roste velký dub a staré buky. Jedná se o silný, nízko zavětvený smrk s měřeným obvodem 375 cm, výškou 37 m (měření 2004).
Za památný byl vyhlášen v roce 2006 jako esteticky zajímavý strom, významný vzrůstem a jako součást kulturní památky. Je zároveň uveden na seznamu významných stromů Lesů České republiky.

## Stromy v okolí
- Modřínová alej u Šindelové
- Dvojitý smrk u Šindelové
- Modříny u Favoritu
- Smrk pod zámeckou skálou (zaniklý)
- Vysoký smrk pod Favoritem
- Klen v Horní Oboře
- Modřín v Horní Oboře
- Jíva v Horní Oboře
- Jasan v bývalých Milířích
- Jindřichovický klen
- Martinské lípy v Jindřichovicích